# Donaceus
Donaceus Cresson, 1943 è un genere di insetti della famiglia Ephydridae (Diptera: Schizophora).

## Descrizione
I Donaceus sono moscerini di piccole dimensioni, con corpo lungo 1,5-2,4 mm, morfologicamente simili a quelli degli altri generi della tribù degli Ilytheini.
Il capo è relativamente grande in confronto al resto del corpo e ha faccia con profilo variabile, da appiattito a leggermente prominente, antenne con arista piumosa, portante 6-7 peli, occhi relativamente grandi e pubescenti. La chetotassi cefalica è composta dalle seguenti setole piuttosto sviluppate:
- due paia di fronto-orbitali, le posteriori reclinate, le anteriori proclinate;
- un paio di ocellari, proclinate, inserite all'interno del triangolo ocellare;
- due paia di verticali;
- tre paia di facciali, allineate in due serie verticali parallele alle parafacce;
- una setola genuale.

Poco sviluppate, ma presenti, altre setole, fra cui un paio di pseudopostocellari, un secondo paio di fronto-orbitali proclinate, varie postoculari.
Il torace è scuro, con aree nerastre in corrispondenza degli scleriti laterodorsali. La chetotassi comprende le seguenti setole ben sviluppate:
- 3-6 paia di setole acrosticali;
- 3 paia di setole dorsocentrali, di cui il primo presuturale;
- due paia di scutellari
- più setole intralari e varie setoline intralari e sopralari;
- due setole notopleurali;
- due setole pleurali, rispettivamente sull'anepisterno e sul katepisterno, accompagnate da setoline di minor sviluppo.

Schema della nervatura alare
Fratture costali: hb: frattura omerale; sb: frattura subcostale.
Nervature longitudinali: C: costa; Sc: subcosta; R: radio; M: media; Cu: cubito; A: anale.
Nervature trasversali: h: omerale; r-m: radio-mediale; dm-cu: medio-cubitale discale.
Cellule: br: 1ª basale; bm+dm: 2ª basale fusa con la discale.

Le ali sono caratterizzate dalla diffusa pigmentazione a chiazze subrotonde, estesa a tutta la superficie. La venatura riprende le caratteristiche generalmente ricorrenti nella famiglia. Gli elementi diagnostici degni di nota consistono nello sviluppo della costa, estesa fino alla terminazione della media, e del secondo ramo della radio (R2+3), che si estende fino a terminare ben oltre la metà del margine costale.
L'addome è nerastro e tomentoso. Quello dei maschi presenta l'epandrio diviso superiormente.

## Sistematica
Donaceus fu istituito come genere monotipico, insieme al genere Zeros, da Cresson nel 1943. L'Autore collocò i due nuovi generi nella tribù Ilytheini, anch'essa di nuova istituzione, affiancandoli a Ilythea.
Donaceus rimase monotipico per decenni, fino agli anni ottanta, in occorrenza della segnalazione di una nuova specie da parte di Zack & Sites (1988). In conseguenza di questo nuovo contributo, il genere è dunque composto dalle seguenti specie:
- Donaceus nigronotatus Cresson, 1943
- Donaceus azhari Zack & Sites, 1988.

## Habitat e distribuzione
Il genere è rappresentato esclusivamente nell'emisfero orientale, dal Paleartico orientale alle regioni orientale e australasiana.
D. nigronotatus ha un'ampia distribuzione. Originariamente ritrovato a Taiwan, nel corso degli anni è stata segnalata la sua presenza anche in altre regioni dell'Asia (Giappone, Thailandia) e dell'Oceania (Isole Hawaii, Australia, Nuova Zelanda). D. azhari è invece segnalato nella sola Malaysia, nello stato del Perak.
Entrambe le specie sarebbero associate ad ambienti umidi, ma le informazioni si devono per lo più alle segnalazioni dei siti di raccolta di esemplari adulti. Nelle Hawaii, D. nigronotatus è stato trovato in vari ambienti umidi, dal livello del mare fino ai 4000 metri di altitudine, presso le sponde di stagni, paludi, bacini artificiali e torrenti. Gli esemplari di D. azhari catturati sono stati invece trovati, insieme ad altri efidridi, sulle sponde di un piccolo canale di bonifica soggette a periodiche inondazioni.